# Galliate Lombardo
Galliate Lombardo (Gaiàa in dialetto varesotto e semplicemente Galliate fino al 1863) è un comune italiano di 1 040 abitanti della provincia di Varese in Lombardia.

## Storia

### Simboli
Lo stemma e il gonfalone sono stati concessi con decreto del presidente della Repubblica del 13 luglio 1969.
Lo stemma comunale è inquartato e raffigura nel primo un pioppo su sfondo azzurro, nel secondo una torre merlata alla guelfa posta su una collina erbosa, nel terzo un mare azzurro in campo d'argento e nel quarto un albero di castagno in campo rosso.
Il gonfalone è un drappo partito di bianco e di azzurro.

## Monumenti e luoghi d'interesse
- Chiesa dei Santi Gervasio e Protasio

## Società

### Evoluzione demografica
- 240 nel 1751
- 179 nel 1805
- annessione a Daverio nel 1809
- 387 nel 1853
- 413 nel 1859

Abitanti censiti

## Amministrazione
| Periodo           | Periodo           | Primo cittadino  | Partito                             | Carica                  | Note  |
| ----------------- | ----------------- | ---------------- | ----------------------------------- | ----------------------- | ----- |
| 27 maggio 2003    | 26 maggio 2013    | Carlo Tibiletti  | lista civica "Progetto Paese"       | Sindaco                 |       |
| 27 maggio 2013    | 21 settembre 2016 | Barbara Macchi   | lista civica "Vivere Galliate"      | Sindaco                 | [ 7 ] |
| 21 settembre 2016 | 11 giugno 2017    | Angelo Caccavone |                                     | Commissario prefettizio | [ 8 ] |
| 11 giugno 2017    | In carica         | Angelo Bertagna  | lista civica "Insieme per Galliate" | Sindaco                 |       |